# Engelomyia alpina
Engelomyia alpina là một loài ruồi trong họ Tachinidae.